# 四氮烯
四氮烯是一种氮的氢化物，分子式为N4H4。在IUPAC命名法中，该化合物及其衍生物被统称为“四氮烯”。